# Chris Therien
Christopher Bowie „Chris“ Therien (* 14. Dezember 1971 in Ottawa, Ontario) ist ein ehemaliger kanadischer Eishockeyspieler, der im Verlauf seiner aktiven Karriere zwischen 1994 und 2006 für die Philadelphia Flyers und Dallas Stars in der National Hockey League gespielt hat. Seinen größten Karriereerfolg feierte Therien im Trikot der kanadischen Nationalmannschaft mit dem Gewinn der Silbermedaille bei den Olympischen Winterspielen 1994.

## Karriere
Therien begann seine Karriere 1988 in seiner Geburtsstadt Ottawa bei den Ottawa Junior Senators in der Canadian Junior Hockey League. Für diese bestritt er in der Saison 1988/89 einige Partien und begann auch die Spielzeit 1989/90 dort. Über das High-School-Team der Northwood Huskies, wo er bis zum Sommer 1990 im US-Bundesstaat New York spielte, gelangte der Abwehrspieler ins US-amerikanische College-System. Der Verteidiger, der im NHL Entry Draft 1990 in der dritten Runde an 47. Stelle von den Philadelphia Flyers aus der National Hockey League ausgewählt worden war, wechselte daraufhin an das Providence College. Dort war er neben seinem Studium in den folgenden drei Jahren auch für das Eishockeyteam in der Hockey East, einer Division der National Collegiate Athletic Association, aktiv. Während dieser Zeit erhielt er 1991 die Berufung ins All-Rookie-Team der Liga und zwei Jahre später ins Second All-Star-Team.
Vor seinem Wechsel in das Franchise der Philadelphia Flyers schloss sich Therien im Herbst 1993 dem für den kanadischen Eishockeyverband Hockey Canada an und begann dort die Vorbereitung auf das Eishockeyturnier der Olympischen Winterspiele 1994 im norwegischen Lillehammer. Im Turnierverlauf kam Therien in sechs der acht kanadischen Spiele zum Einsatz. Im Finale unterlagen die Ahornblätter Schweden im Penaltyschießen.
Nach Beendigung der Olympischen Winterspiele kehrte der Kanadier nach Nordamerika zurück. Er ging zum Ende der Spielzeit 1993/94 bis zum Januar 1995 für die Hershey Bears aus der American Hockey League aufs Eis, ehe er zu Beginn der verspätet begonnenen NHL-Saison 1994/95 in den Kader der Flyers aufgenommen wurde. Therien wurde am Ende der Spielzeit ins NHL All-Rookie Team berufen und blieb bis insgesamt März 2004 in Philadelphia. Sein bestes Spieljahr war die Saison 1996/97, als er mit 22 Assists, 24 Punkten und einer Plus/Minus-Bilanz von +27 Karrierebestmarken aufstellte. Zudem erreichten die Flyers das Finale um den Stanley Cup, in dem sie den Detroit Red Wings deutlich unterlagen. Die meisten Tore erzielte er in der Saison 1995/96, als er sechsmal traf.
Theriens neun Jahre bei den Flyers kamen am 8. März 2004 zu einem Ende, als er für ein Achtrunden-Wahlrecht im NHL Entry Draft 2004 und ein Drittrunden-Wahlrecht im NHL Entry Draft 2005 an die Dallas Stars abgegeben wurde. Für diese bestritt der Verteidiger bis zum Ende der Spielzeit 2003/04 16 Spiele. Da die folgende Saison in der NHL aufgrund des Lockouts komplett ausfiel, pausierte der Kanadier ein Jahr mit dem Eishockey. Im August kehrte der zum Unrestricted Free Agent gewordene Spieler dann zurück zu den Philadelphia Flyers. Im Verlauf der Saison 2005/06 zwang ihn eine Kopfverletzung aber dazu, seine Karriere zu beenden.

## Erfolge und Auszeichnungen
- 1991 Hockey East All-Rookie Team
- 1992 Spengler-Cup-Gewinn mit dem Team Canada
- 1993 Hockey East Second All-Star Team
- 1995 NHL All-Rookie Team

### International
- 1994 Silbermedaille bei den Olympischen Winterspielen

## Karrierestatistik

### International
Vertrat Kanada bei:
- Olympischen Winterspielen 1994

(Legende zur Spielerstatistik: Sp oder GP = absolvierte Spiele; T oder G = erzielte Tore; V oder A = erzielte Assists; Pkt oder Pts = erzielte Scorerpunkte; SM oder PIM = erhaltene Strafminuten; +/− = Plus/Minus-Bilanz; PP = erzielte Überzahltore; SH = erzielte Unterzahltore; GW = erzielte Siegtore; 1 Play-downs/Relegation; Kursiv: Statistik nicht vollständig)